# Памятник Низами Гянджеви (Санкт-Петербург)
Па́мятник Низами́ Гянджеви́ — памятник выдающемуся поэту, классику персидской поэзии, уроженцу Гянджи Низами Гянджеви, установленный в Санкт-Петербурге, в сквере, расположенном между домами 25 и 27а по Каменноостровскому проспекту.

## История
Скульптура была отлита в Баку и преподнесена в качестве дара от Азербайджана Санкт-Петербургу к 300-летию со дня основания города.
Статуя поэта создана азербайджанским скульптором, выпускником Ленинградского высшего художественно-промышленного училища имени Мухиной Герушем Бабаевым. Автор проекта постамента — заслуженный художник Российской Федерации Феликс Романовский. Пьедестал изготовлен на петербургском предприятии «Комбинат-скульптура».
На открытии памятника присутствовали президент России Владимир Путин и президент Азербайджана Гейдар Алиев.

## Архитектура
Бронзовая 5-метровая фигура поэта исполнена в восточном стиле. Низами изображён сидящим на скамье под аркой в традиционном восточном одеянии с книгой в руке. На постаменте написано на азербайджанском «Низами Гянджеви» (азерб. Nizami Gəncəvi).